# Sempronia de judiciis
La llei Sempronia de judiciis va ser una llei romana proposada per Gai Semproni Grac l'any 133 aC quan era tribú de la plebs, que tractava d'evitar suborns i fraus en els judicis.